# Струйський Микола Миколайович
Микола Миколайович Струйський (1885—1935) — військовий моряк, гідрограф, учасник Першої світової та Громадянської війни, головний штурман флоту, начальник Управління безпеки кораблеводіння Балтійського флоту, дослідник Каспійського моря, капітан 2 рангу.

## Біографія
Микола Миколайович Струйський народився 16 червня 1885 року. Представник старовинного дворянського року Струйських.
В 1907 року закінчив Морське інженерне училище.
З 15 червня по 5 квітня 1908 брав участь гардемарином у плаванні на лінійному кораблі «Слава» Балтійського флоту, потім проходив на ньому службу.
16 березня 1909 після екзамені переведено у флот мічманом.
З 22 квітня 1909 по 25 березня 1910 — вахтовий начальник на есмінці «Стройный», на ньому ж з квітня по червень 1910 тимчасово виконував обов'язки командира.
Був назначений флаг-офіцером 5-го дивізіону есмінців, потім 27 квітня 1911 — вахтовим начальником есмінця «Расторопний».
В 1912 році — закінчив короткий штурманський клас. 6 грудня 1912 року присвоєно звання інженер-механік-лейтенант.
З 12 травня 1912 по 9 жовтня 1914 — старший штурманський офіцер крейсера «Громобой».
14 січня 1913 року присвоєно звання — штурманський офіцер 1-го розряду.
9 жовтня 1915 року назначено старшим штурманським офіцером лінійного корабля «Ґанґут».
З 1 жовтня 1916 року вів заняття по девіації на транспорті «Мітава» з офіцерами третього військового набору штурманського класу.
6 жовтня 1916 року підвищено до старшого лейтенанту «зі відвагу».
Весною 1917 року був вибраний старшим офіцером лінкору «Ґанґут».
З 21 січня 1918 року знаходився у розпорядження колишнього штабу Балтійського флоту.
1 квітня 1918 року капітана 2 рангу М. М. Струйський було назначено головним штурманом Балтійського флоту. Брав активну участь в організації Льодового походу, літом 1918 року займався підготовкою водних шляхів до евакуації частини судів Балтійського флоту вглиб країни.
З 14 вересня 1918 року — флаг-капітан по оперативній частині Волзької військової флотилії, якою командував Ф. Ф. Раскольников. Брав участь у боях проти білогвардійців. М. М. Струйський розробляв операції, особисто разом з командуючим брав участь у Сарапульському прориві та поході флотилії по Камі, у звільненні біля села Гольяни 432 полонених «баржі смерті», яку при відступі білі планували затопити (див. Іжевсько-Воткінське повстання).
Осінню 1918 повернувся у Петроград. 14 листопада 1918 назначений штатним викладачем Об'єднаних класів для підготовки командного складу.
За розпорядженням Ф. Ф. Раскольникова був направлений у Кронштадт. 26 грудня 1918 року брав участь у поході ескадрових міноносців «Автроїл» та «Спартак» у нападі на Ревель, в ході якого був контужений і разом з екіпажами есмінців попав у полон до англійців.
Знаходячись у полоні, записався у Північно-Західну армію М. М. Юденича з ціллю переходу на сторону червоних. Був понижений до рядових, відновлений у чині та продовжував службу з прізвищем Мохов. За його свідченнями участі у бойових діях, не брав. 23 листопада 1919 року був назначений командиром бронепоїзду «Адмірал Колчак», що діяв під прикриттям на Лузькому напрямі; але, захворівши, в командування не вступив. Проживав у Нарві, пізніше у Ревелі.
14 серпня 1912 року повернувся із Естонії до РРФСР. 26 серпня був знову назначений головним штурманом флоту.
З 1 жовтня 1921 року — начальник Керування безпекою кораблеводіння на Балтиці, з 1925 року на аналогічній посаді у Каспії (Убекокасп). Під його керуванням були проведені заміри біля Апшеронського півострова та на Астраханському рейді, зібрано та оброблено величезну кількість спостережень над течіями, дослідження іранського узбережжя від Астари до Гасан-Кули, зйомка та заміри району від Баку до кордону з Іраном та вздовж східного узбережжя Каспію.
З 1930 року — начальник 3-го відділу (відділ огородження морів) Гідрографічного управління (начальник 3-го отдела (отдела ограждения морей) Гидрографического управления) УВМС РКЧА.
В 1931 році став першим керівником кафедри огородження морів (пізніше — кафедра навігаційного огородження театрів) військово-морської академії РКЧФ. В 1935 році кафедру понизили, і дисципліни, що входили до неї, передали на кафедру гідрографії.
Микола Миколайович Струйський помер та похований у 1935 у Ленінграді.

## Нагороди
- Орден Святого Станіслава 3-го ступеня (06.12.1913)
- Мечі та бант до Ордену Святого Станіслава 3-го ступеня (29.06.1915);
- Орден Святої Анни 3-го ступеня з мечами та бантом (18.01.1916);
- Орден Святого Станіслава 2-го ступеня з мечами (03.05.1916).